# 松沢秀和
松沢 秀和（まつざわ ひでかず、1973年 - ）は、日本の漫画家、イラストレーター、似顔絵師。北沢楽天顕彰会理事。

## 人物・経歴
1973年東京都生まれ。1997年千葉商科大学商経学部卒業。
2000年読売国際漫画大賞優秀賞受賞、2002年ねんきん漫画大賞受賞、同年第1回ひみキトキトまんが道大賞佳作、2003年飛騨国際メッセージMAN画フェスタ大賞受賞、2006年から共同通信社より世相漫画を配信（埼玉新聞日曜版掲載）。
北沢楽天顕彰会にて一緒に活動をしている漫画家、ならびにFM Nack5（株式会社エフエムナックファイブ）ラジオパーソナリティのあらい太朗氏らとさいたま市内で開催されるイベントにて定期的に「似顔絵イベント」開催。